# Fecske-lyuk
A Fecske-lyuk Magyarország fokozottan védett barlangjai közül az egyik. A Bükki Nemzeti Park területén található. Az egyik fontos hazai denevérszálláshely, amelyben legkevesebb öt denevérfaj előfordul.

## Leírás
A miskolctapolcai Vár-hegy nyugati oldalán lévő, felhagyott kőfejtőben található. A kőbányászat során sok barlang tárult fel, amelyek közül sok elpusztult. A megmaradt barlangok közül a legjelentősebb a Fecske-lyuk. A bánya keleti falának alsó részén, a bányatalp felett, körülbelül kilenc méter magasan van a bejárata. Egy ösvény vezet a bejárathoz a bányaudvarból. A távolról is észrevehető bejárat háromszögletű, 2,8 méter széles és 2,2 méter magas. Középső triász, világosszürke és fehér mészkőben alakult ki. A tektonikus előkészítés látható  a barlang alaprajzán és egyes törésvonalakat követő járatrészeinek morfológiájában. Bonyolult alaprajzú. A függőleges és a vízszintes járatai változatos rendszert képeznek. A vízszintes kiterjedése a hosszúságához viszonyítva és a többi hazai barlanggal összehasonlítva kicsi. Az alulról érkező meleg és langyos vizek oldották ki valószínűleg. A fejlődésének aktív szakasza régen befejeződött.
A járatok morfológiai jellemzői a kiszámíthatatlan lejtésviszonyok, a szeszélyesen változó szelvényméretek és az oldott, lekerekített formák, amelyek kör keresztmetszetű kürtők, gömbüstök, kupolák, íves sziklabordák és gömbfülkék alakjában jelentkeznek. Oldásos szinlővályúk és akár a fél méter szélességet is elérő, egymásba oldott üstök sorából álló áramlási csatornák is kialakultak a barlangban. A kürtők függőleges és ferde tengelyűek. Az ásványkiválások legjelentősebb elemei a nagyméretű, átlagosan 4–6, de valahol 10 centiméter hosszúságot is elérő fennőtt romboéderes kalcitkristályok, amelyek az elvégzett zárványvizsgálatok alapján 30–45 °C hőmérsékletű vízből váltak ki. Elképzelhető, hogy még a mélykarsztos zónában történt karsztosodási állapot bizonyítékai. Leginkább a Nagy-teremben fordulnak elő.
Kevés cseppkőképződménye van. Csak kis méretű függőcseppkövek, szalmacseppkövek és cseppkő bekérgeződések figyelhetők meg benne. Gyökérsztalagmitok is voltak a barlangban. Az aljzat képlékeny, vörösesbarna agyagból áll, amely a barlang sok részén, nagyon vizes dagonyát alkot. A denevérek egyik nyári szálláshelye és minimum öt denevérfaj telel benne. A Bükki Nemzeti Park Igazgatóság engedélye szükséges a látogatásához. A lezárt barlang nagy része barlangjáró alapfelszereléssel bejárható, de a mélyponti részhez vezető akna leküzdéséhez kötéltechnika alkalmazása kell. A denevérek védelme miatt október 15. és március 31. között nem látogatható.
Nevét a Marcel Loubens Barlangkutató Egyesület tagjai adták neki 1982-ben. Azért lett Fecske-lyuk, mert a barlang felmérésekor a résnyire laposodott végpontján berepült egy madár. Előfordul a barlang Fecske-barlang (Hevesi 2002), 27. sz. barlang (Lénárt 1982), Tapolcai 8. sz. barlang (Takácsné 2003) és Tapolcai alsó kőbánya 27. sz. barlangja (Takácsné 2003) neveken is irodalmában.

## Kutatástörténet
Bányaművelés következtében nyílt meg. 1982-ben került nyilvántartásba a Marcel Loubens Barlangkutató Egyesület tagjainak egyik barlangfelkutató terepbejárása során. Dokumentálásakor elkészítették a barlang helyszínrajzát, leírását és alaprajz, keresztmetszet, hosszmetszet és a bejárat keresztmetszet térképvázlatát. A térképvázlatokat Lénárt László, Bereczki L. és Szabó T. készítették. A bánya falaiban nyíló sok üreg vizsgálatakor a barlang a 27. sz. barlang nevet kapta először, a második neve volt a Fecske-lyuk. Első felméréskor kb. 5 m hosszú volt és egyetlen teremből állt.
1985-ben Kolláth János egy madár eltűnési helyén a huzatos rést kitágítva és az azt követő Lapos-terem agyagkitöltését átbontva többszintes járatrendszerbe került. A további feltárások a Marcel Loubens Barlangkutató Egyesület tagjaival közösen történtek. 1985-ben hossza kb. 150 m volt. Lénárt László 1985-ben nyomtatásban megjelent híre szerint kb. 200 m hosszú barlangszakaszt találtak ekkor. 1988. október 1-től a környezetvédelmi és vízgazdálkodási miniszter 7/1988. (X. 1.) KVM rendeletének (6. §. 2. pont, illetve 5. sz. melléklet) értelmében a Bükk hegységben lévő Fecske-lyuk fokozottan védett barlang. Fokozottan védett barlang genetikai, morfológiai és ásványtani értékei miatt lett. Az 1988. évi Karszt és Barlangban közölve lett, hogy a Bükk hegységben elhelyezkedő Fecske-lyuk bekerült Magyarország fokozottan védett barlangjai közé. Magyarországon a Fecske-lyukkal együtt 108 barlang van fokozottan védve.
1989-ben a Marcel Loubens Barlangkutató Egyesület elkészítette a barlang lezárási tervét. 1990-ben Majoros Zsuzsannának volt kutatási engedélye a barlang kutatásához. 1991-ben Takácsné Bolner Katalin készítette el a Fecske-lyuk alaprajz térképét. Ebben az évben a Bekey Imre Gábor Barlangkutató Csoport denevér-megfigyelést és denevér-meghatározást végzett az üregben. Az 1990-es évek elejéig majdnem érintetlen szépségű barlang a város közelsége és a könnyű járhatóság miatt kedvelt túracélpont lett, ami nagy károkat okozott a járatrendszerben. Az ásványgyűjtők is felfedezték értékeit. 1993-ban Dobrosi Dénes figyelt meg a barlangban denevéreket. 1995-ben Kovács Zsolt és Apró Zoltán mérték fel a barlangot, majd a felmérés alapján elkészítette Kovács Zsolt a barlang alaprajz térképét ebben az évben. A felmérés alapján a barlang hossza néhány kisebb, még fel nem mért oldalággal együtt elérte a 210 m-t.
1998-ban lezárták a denevérek védelme miatt és hogy megakadályozzák állapotának romlását. 1998-ban Kraus Sándor készített két barlangtérképet, külön az alsó és külön a felső részéről Takácsné Bolner Katalin 1991-ben készült térképe alapján. 1998. május 14-től a környezetvédelmi és területfejlesztési miniszter 13/1998. (V. 6.) KTM rendelete szerint a Bükki Nemzeti Park Igazgatóság illetékességi területén, a Bükk hegységben található Fecske-lyuk az igazgatóság engedélyével látogatható. 2001. május 17-től a környezetvédelmi miniszter 13/2001. (V. 9.) KöM rendeletének értelmében a Bükk hegység területén lévő Fecske-lyuk fokozottan védett barlang. Egyidejűleg a fokozottan védett barlangok körének megállapításáról szóló 1/1982. (III. 15.) OKTH rendelkezés hatályát veszti.
A 2003-ban megjelent Magyarország fokozottan védett barlangjai című könyvben lévő barlangismertetés szerint hossza 210 m, mélysége 9,3 m, magassága 17,6 m és függőleges kiterjedése 27 m. A könyvben található, Egri Csaba és Nyerges Attila által készített hosszúsági lista szerint a Bükk hegységben lévő és 5392-19 barlangkataszteri számú, 2002-ben 210 m hosszú Fecske-lyuk Magyarország 93. leghosszabb barlangja 2002-ben. 2005-ben Eszterhás István és a társai meg akarták vizsgálni a gyökérsztalagmitjait, de azok már megsemmisültek. 2005. szeptember 1-től a környezetvédelmi és vízügyi miniszter 22/2005. (VIII. 31.) KvVM rendelete szerint a Bükki Nemzeti Park Igazgatóság működési területén, a Bükk hegységben található Fecske-lyuk a felügyelőség engedélyével látogatható. 2005. szeptember 1-től a környezetvédelmi és vízügyi miniszter 23/2005. (VIII. 31.) KvVM rendelete szerint a Bükk hegységben lévő Fecske-lyuk fokozottan védett barlang.
A 2005-ben kiadott Magyar hegyisport és turista enciklopédia című kiadványban önálló szócikke van a barlangnak. A szócikk szerint a Fecske-lyuk a Bükk hegységben található és 1988 óta fokozottan védett barlang. A miskolctapolcai felhagyott kőbánya K-i falának első részén, a bányatalptól kb. 9 m-rel magasabban, 167 m tszf. magasságban van a barlang háromszögletű, 2,8 m széles és 2,2 m magas bejárata. A bányaművelés során tárult fel, de csak 1982-ben volt először említve a bejárat mögötti 5 m-es rész az irodalomban. Világosszürke-fehér középső triász mészkőben a feltörő langyos és melegvizek hatására jött létre az 1985-ben 210 m hosszúságig feltárt barlang. A labirintust alkotó, változó szelvényű járatok falát fejlett oldásformák, gömbüstök és gömbfülkék díszítik, illetve az egykori vízszintet jelző oldásos szinlővályúk, kör keresztmetszetű függőleges vagy ferde tengelyű kürtők és egymásba olvadt üstök sorából álló áramlási csatornák teszik változatossá. Legjelentősebb ásványkiválása a 30–45 °C hőmérsékletű vízből kivált, nagyméretű, átlagosan 4–6, néhány helyen 10 cm-es romboéderes kalcitkristály. Kevés benne a cseppkőképződmény, csak kisebb bekérgeződések, függőcseppkövek és szalmacseppkövek figyelhetők meg a járatokban. Érdekességnek számítanak a felszínről behatoló hajszálgyökerek alkotta gyökérsztalagmitok. Az aljzat vörösesbarna, képlékeny agyagból áll, ami a legtöbb helyen nagyon vizes dagonyát képez. Fontos denevérszálláshely a járatrendszer. Engedéllyel tekinthető meg a lezárt barlang.
2007. március 8-tól a környezetvédelmi és vízügyi miniszter 3/2007. (I. 22.) KvVM rendelete szerint a Bükki Nemzeti Park Igazgatóság működési területén lévő Bükk hegységben elhelyezkedő Fecske-lyuk az igazgatóság engedélyével tekinthető meg. 2013. július 19-től a vidékfejlesztési miniszter 58/2013. (VII. 11.) VM rendelete szerint a Fecske-lyuk (Bükk hegység, Bükki Nemzeti Park Igazgatóság működési területe) az igazgatóság hozzájárulásával látogatható. Legújabb alaprajzi és vetített-kiforgatott hosszmetszet barlangtérképeit Szabó R. Zoltán szerkesztette és rajzolta 2015-ben, amelyhez Kovács Richárd, Szabó R. Zoltán és Verespusztai Gábor mérték fel a barlangot. Hossza 349,63 méter, függőleges kiterjedése 27,24 méter, mélysége 8,7 méter, magassága 18,54 méter és kiterjedése 42 méter volt. 2015. november 3-tól a földművelésügyi miniszter 66/2015. (X. 26.) FM rendelete szerint a Fecske-lyuk (Bükk hegység) fokozottan védett barlang. 2021. május 10-től az agrárminiszter 17/2021. (IV. 9.) AM rendelete szerint a Fecske-lyuk (Bükk hegység, Bükki Nemzeti Park Igazgatóság működési területe) az igazgatóság engedélyével látogatható. A 13/1998. (V. 6.) KTM rendelet egyidejűleg hatályát veszti.

## További irodalom
- Szlabóczky Pál: Mi lesz a miskolc-tapolcai földkéregfejlődési emlékek sorsa? – Geológiai értékek veszendőben. Búvár, 1983. (38. évf.) 10. sz. 447–449. old. (Nem név szerint ír a kőbánya üregeiről.)